# Crinum razafindratsiraea
Crinum razafindratsiraea är en amaryllisväxtart som beskrevs av Lehmill.. Crinum razafindratsiraea ingår i släktet Crinum, och familjen amaryllisväxter. Inga underarter finns listade i Catalogue of Life.